# Morgan Kelly
Morgan Kelly (Montréal, 23 giugno 1976) è un attore canadese.

## Carriera
È noto per l'interpretazione di Alexander "Alex" Kurzi nella serie Patatine fritte. Ha recitato anche in Falcon Beach nel ruolo di Lane Bradshaw, un giovane delinquente ed è comparso anche Degrassi: The Next Generation. Ha avuto anche una piccola parte nel film A History of Violence dove interpreta l'amico del bullo che si scaglia contro il figlio del protagonista. Ha avuto un ruolo ricorrente nella serie Being Erica, ed è apparso anche in Flashpoint, Alphas e Beauty and the Beast per poi avere un ruolo ricorrente in Killjoys.

## Filmografia parziale

### Cinema
- Riders - Amici per la morte (Riders), regia di Gérard Pirès (2002)
- L'inventore di favole (Shattered Glass), regia di Billy Ray (2003)
- A History of Violence, regia di David Cronenberg (2005)
- Sguardo nel vuoto (The Lookout), regia di Scott Frank (2007)
- Castelli di ghiaccio - Vivere per un sogno (Ice Castles), regia di Donald Wrye (2010)
- Rupture, regia di Steven Shainberg (2016)
- La forma dell'acqua - The Shape of Water (The Shape of Water), regia di Guillermo del Toro (2017)

### Televisione
- Undressed – serie TV
- Patatine fritte (Fries with That?) – serie TV, 52 episodi (2004)
- Degrassi: The Next Generation – serie TV, un episodio (2005)
- Angela's Eyes – serie TV, un episodio (2006)
- Falcon Beach – serie TV, 26 episodi (2006-2007)
- Tell Me You Love Me - Il sesso. La vita (Tell Me You Love Me) – serie TV, un episodio (2007)
- La foresta dei misteri (The Watch), regia di Jim Donovan – film TV (2008)
- Flashpoint – serie TV, un episodio (2009)
- Being Erica – serie TV, 48 episodi (2009-2012)
- Suits – serie TV, un episodio (2011)
- I misteri di Murdoch (Murdoch Mysteries) – serie TV, un episodio (2012)
- Saving Hope – serie TV, un episodio (2012)
- Alphas – serie TV, un episodio (2012)
- The L.A. Complex – serie TV, un episodio (2012)
- Beauty and the Beast – serie TV, 2 episodi (2012)
- Aaliyah: The Princess of R&B, regia di Bradley Walsh – film TV (2014)
- The Strain – serie TV, un episodio (2015)
- Killjoys – serie TV, 16 episodi (2015-2017)
- Good Witch – serie TV, un episodio (2017)
- The Expanse – serie TV, 2 episodi (2018)
- Mindhunter – serie TV, un episodio (2019)
- Spinning Out – serie TV, 4 episodi (2020)
- Tiny Pretty Things – serie TV, 7 episodi (2020)
- Rapina e fuga (Culprits) – serie TV, 3 episodi (2023)

## Doppiatori italiani
Nelle versioni in italiano delle opere in cui ha recitato, Morgan Kelly è stato doppiato da:
- Emiliano Coltorti in Patatine fritte
- Stefano Crescentini in Falcon Beach
- Fabrizio Vidale in Sguardo nel vuoto
- Francesco De Francesco in La foresta dei misteri
- Alessandro Rigotti in Being Erica
- Gabriele Lopez ne I misteri di Shadow Island
- Andrea Mete in Killjoys
- Roberto Gammino in La forma dell'acqua - The Shape of Water
- Raffaele Carpentieri in Good Witch
- Guido Di Naccio in The Expanse
- Leonardo Graziano in Mindhunter
- Claudio Marsicola in Spinning Out
- Fabrizio Dolce in The Umbrella Academy
- Marco Benvenuto in The Hot Zone - Minaccia antrace
- Massimo Triggiani in Rapina e fuga